# Pasilobus capuroni
Pasilobus capuroni är en spindelart som beskrevs av Emerit 2000. Pasilobus capuroni ingår i släktet Pasilobus och familjen hjulspindlar.
Artens utbredningsområde är Madagaskar. Inga underarter finns listade i Catalogue of Life.